# Choerades japonicus
Choerades japonicus là một loài ruồi trong họ Asilidae. Choerades japonicus được Matsumura miêu tả năm 1931.